# John LaFarge
John LaFarge (Nueva York, 31 de marzo de 1835 - Providence, Rhode Island, 14 de noviembre de 1910) fue un pintor, diseñador y escritor estadounidense.

## Trayectoria
Nacido en Nueva York, su interés por el arte comenzó durante su estancia en la Universidad Mount St. Mary y St. Johns College (ahora Universidad de Fordham). Tras una visita a París, donde estudió con Thomas Couture y se puso en contacto con la comunidad literaria, estudió con el pintor William Morris Hunt en Newport. Se casó en 1860 con Margaret Perry Mason, la hermana de Lilla Cabot Perry. Sus primeros dibujos y paisajes, realizados en Newport, destacan por su originalidad en el uso del color y la influencia de arte japonés.
En 1904 fundó junto a otros seis personajes importantes de la historia estadounidense la Academia Estadounidense de las Artes y las Letras.
Fue padre de John LaFarge Jr, un jesuita conocido por su lucha contra el racismo.

## Obra

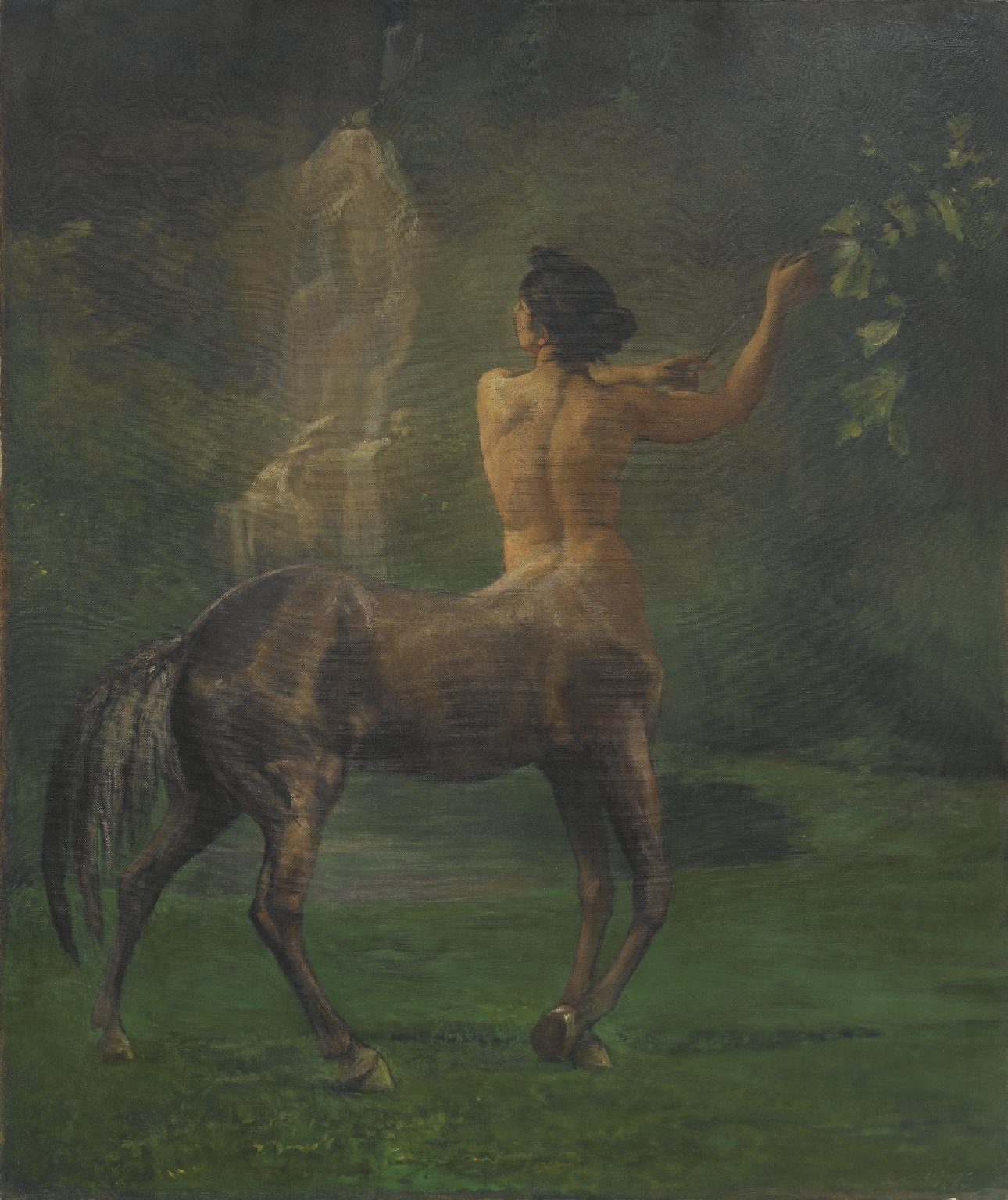
Centáuride, de John La Farge.

Entre 1859 y 1870, ilustró el poema de Alfred Tennyson Enoch Arden y los monólogos de Robert Browning, Men and Women. Su primer mural lo ejecutó en la Iglesia de la Trinidad en Boston en 1873. Seguidamente efectuó la decoración en la Iglesia de la Ascensión y la capilla de St. Paul (Universidad de Columbia), Nueva York. Para el Capitolio del Estado de Minnesota en Saint Paul (Minnesota) presentó a sus 71 años, cuatro grandes vidrieras que representan la historia del derecho, y el edificio de la Corte Suprema de Justicia en Baltimore, una serie similar con el tema de la Justicia. Además, realizó muchas otras pinturas y acuarelas, sobre todo durante sus viajes por el Oriente y el Pacífico Sur.